# Antoine Fournier de Tony
Pour les articles homonymes, voir Fournier.
Antoine Fournier de Tony, né en 1759 à Paris et mort en 1827 au château de La Ramas à Bellerive-sur-Allier, est un écrivain français. Il a été maire de Vesse (aujourd'hui Bellerive-sur-Allier) de 1819 à 1821.

## Biographie
Antoine Fournier de Tony est le fils de Pierre Simon Fournier (1712-1768), graveur typographe, fondeur de caractères et imprimeur du roi pour la musique, et de Marie Madeleine Couret de Villeneuve.
Il fait des études de droit et est reçu comme avocat en parlement. Le 12 janvier 1785, à l'âge de 25 ans, il est pourvu de l'office de conseiller au Grand Conseil, mais il ne fut jamais reçu. Le 23 août 1786, il est pourvu de l'office de secrétaire du roi en la Grande Chancellerie.
Il achète en 1787 la seigneurie et le château de La Ramas (ou La Rama), à Vesse. Un écusson portant ses armes se voit encore sur la demeure, située au sud de Bellerive.  Dès le 14 novembre 1786, il avait acquis de Gaspard Bardonnet, prieur de Souvigny, tous les droits qu'il détenait comme seigneur de Souvigny.
Sous la Terreur, il est emprisonné, mais est libéré après le 9-Thermidor.
Antoine Fournier de Tony épouse en 1789 Sophie Navier, fille d'un secrétaire général des fermes du roi. Ils ont deux filles, Louise Sophie (née en 1810), qui épouse Gilbert Amable Jourde (1804-1864), avocat à Riom, maire de Vesse de 1831 à 1848, et Hortense (1813-1890), mariée à Thélis Rudel du Miral, maire d'Orléat (Puy-de-Dôme), petit-fils de Claude Antoine Rudel du Miral, député du Puy-de-Dôme à la Convention et au Conseil des Anciens, et cousin germain de Francisque Rudel du Miral, député du Puy-de-Dôme sous le Second Empire.
Il est inhumé dans le cimetière de Bellerive-sur-Allier.
Une rue de Bellerive-sur-Allier porte son nom.

## Œuvres
- Traduction de l’Aminte du Tasse, 1789.
- Mirsile et Antéros, ou les Nymphes de Dyctyme[8], précédé d'une dissertation sur Télémaque et sur son style, poème en neuf livres, 1790 (plusieurs réimpressions).

Antoine Fournier de Tony tente, dans Les Nymphes de Dyctime, de réaliser un roman poétique en prose, sur le modèle des Aventures de Télémaque de Fénelon, d'où l'objet de la dissertation préliminaire. Son objectif est de produire une prose cadencée et harmonieuse qui puisse rivaliser avec la poésie. L'intrigue se situe dans une Crète mythologique, où des jeunes filles du pays (les « nymphes ») sont consacrées à Diane et recluses dans un domaine forestier (l'« empire virginal »), où elles doivent vivre dans la chasteté. Mais un jeune Crétois du nom d'Antéros réussit à les apercevoir et tombe amoureux de Mirsile…
Il est aussi l'auteur, en 1790, d'un Projet sur la vente des biens ecclésiastiques et domaniaux et sur la liquidation des dettes de l'État.